# Liste des vice-présidents de l'Uruguay
Pour un article plus général, voir Vice-président de la république orientale de l'Uruguay.
Cet article dresse la liste des vice-présidents de la république orientale de l'Uruguay depuis sa création par la Constitution de 1934.
La fonction est abolie une première de 1952 à 1967 avec l'instauration du Conseil national du gouvernement par la Constitution de 1952 et une seconde fois lors de la période de la dictature militaire de 1973 à 1985.
L'actuelle vice-présidente est Carolina Cosse du Front large depuis le 1er mars 2025.

## Liste des titulaires
| N° | Portrait                | Titulaire (Naissance-mort)           | Élection | Mandat            | Mandat                             | Mandat                    | Parti politique        | Parti politique | Président               |
| N° | Portrait                | Titulaire (Naissance-mort)           | Élection | Début             | Fin                                | Durée                     | Parti politique        | Parti politique | Président               |
| --- | ----------------------- | ------------------------------------ | -------- | ----------------- | ---------------------------------- | ------------------------- | ---------------------- | --------------- | ----------------------- |
| 1 | Alfredo Navarro         | Alfredo Navarro (1868-1951)          | —        | 18 mai 1934       | 19 juin 1938                       | 4 ans, 1 mois et 1 jour   |                        | PC              | Gabriel Terra           |
| 2 | César Charlone          | César Charlone (1895-1973)           | 1938     | 19 juin 1938      | 1er mars 1943                      | 4 ans, 8 mois et 10 jours |                        | PC              | Alfredo Baldomir        |
| 3 | Alberto Guani           | Alberto Guani (1877-1956)            | 1942     | 1er mars 1943     | 1er mars 1947                      | 4 ans                     |                        | PC              | Juan José de Amézaga    |
| 4 | Luis Batlle Berres      | Luis Batlle Berres (1897-1964)       | 1946     | 1er mars 1947     | 2 août 1947 (devenu président)     | 5 mois et 1 jour          |                        | PC              | Tomás Berreta           |
| 5 | Alfeo Brum              | Alfeo Brum (1898-1972)               | —        | 2 août 1947       | 1er mars 1951                      | 4 ans, 6 mois et 28 jours |                        | PC              | Luis Batlle Berres      |
| 5 | Alfeo Brum              | Alfeo Brum (1898-1972)               | 1950     | 1er mars 1951     | 1er mars 1952                      | 4 ans, 6 mois et 28 jours | Andrés Martínez Trueba | PC              |                         |
| Fonction abolie du 1er mars 1952 au 1er mars 1967 avec l'établissement du Conseil national du gouvernement. |                         |                                      |          |                   |                                    |                           |                        |                 |                         |
| 6 | Jorge Pacheco Areco     | Jorge Pacheco Areco (1920-1998)      | 1966     | 1er mars 1967     | 6 décembre 1967 (devenu président) | 9 mois et 5 jours         |                        | PC              | Óscar Diego Gestido     |
| 7 | Alberto Abdala          | Alberto Abdala (1920-1986)           | —        | 6 décembre 1967   | 1er mars 1972                      | 4 ans, 2 mois et 24 jours |                        | PC              | Jorge Pacheco Areco     |
| 8 | Jorge Sapelli           | Jorge Sapelli (1926-1996)            | 1971     | 1er mars 1972     | 27 juin 1973 (démission)           | 1 an, 3 mois et 26 jours  |                        | PC              | Juan María Bordaberry   |
| Fonction abolie 27 juin 1973 au 1er mars 1985 avec l'établissement de la dictature militaire.               |                         |                                      |          |                   |                                    |                           |                        |                 |                         |
| 9 | Enrique Tarigo          | Enrique Tarigo (1927-2002)           | 1984     | 1er mars 1985     | 1er mars 1990                      | 5 ans                     |                        | PC              | Julio María Sanguinetti |
| 10 | Gonzalo Aguirre Ramírez | Gonzalo Aguirre Ramírez (1940-1921)  | 1989     | 1er mars 1990     | 1er mars 1995                      | 5 ans                     |                        | PN              | Luis Alberto Lacalle    |
| 11 | Hugo Batalla            | Hugo Batalla (1926-1998              | 1994     | 1er mars 1995     | 3 octobre 1998 (mort en fonction)  | 3 ans, 7 mois et 2 jours  |                        | PC              | Julio María Sanguinetti |
| 12 | Hugo Fernández Faingold | Hugo Fernández Faingold (né en 1947) | —        | 3 octobre 1998    | 1er mars 2000                      | 1 an, 4 mois et 27 jours  |                        | PC              | Julio María Sanguinetti |
| 13 | Luis Hierro López       | Luis Hierro López (né en 1947)       | 1999     | 1er mars 2000     | 1er mars 2005                      | 5 ans                     |                        | PC              | Jorge Batlle            |
| 14 | Rodolfo Nin Novoa       | Rodolfo Nin Novoa (né en 1948)       | 2004     | 1er mars 2005     | 1er mars 2010                      | 5 ans                     |                        | FA              | Tabaré Vázquez          |
| 15 | Danilo Astori           | Danilo Astori (1940-2023)            | 2009     | 1er mars 2010     | 1er mars 2015                      | 5 ans                     |                        | FA (AU)         | José Mujica             |
| 16 | Raúl Fernando Sendic    | Raúl Fernando Sendic (né en 1962)    | 2014     | 1er mars 2015     | 13 septembre 2017 (démission)      | 2 ans, 6 mois et 12 jours |                        | FA              | Tabaré Vázquez          |
| 17 | Lucía Topolansky        | Lucía Topolansky (née en 1944)       | —        | 13 septembre 2017 | 14 février 2020                    | 2 ans, 5 mois et 1 jour   |                        | FA (MPP)        | Tabaré Vázquez          |
| 18 | Beatriz Argimón         | Beatriz Argimón (née en 1961)        | 2019     | 1er mars 2020     | 1er mars 2025                      | 5 ans                     |                        | PN              | Luis Lacalle Pou        |
| 19 | Carolina Cosse          | Carolina Cosse (née en 1961)         | 2024     | 1er mars 2025     | en cours                           | 3 mois et 19 jours        |                        | FA (LA)         | Yamandú Orsi            |